# Jan Brzák-Felix
Jan Brzák-Felix   (Praga, 6 d'abril de 1912 - Praga, 15 de juliol de 1988) fou un piragüista txecoslovac que combinà les aigües tranquil·les i el descens d'aigües braves i que va competir entre les dècades de 1930 i 1950. El seu germà František Brzák també fou piragüista olímpic.
El 1936 va prendre part en els Jocs Olímpics de Berlín on, fent parella amb Vladimír Syrovátka, guanyà la medalla d'or en la competició del C-2, 1.000 metres del programa de piragüisme. El 1948, una vegada finalitzada la Segona Guerra Mundial, als Jocs de Londres, revalidà la medalla d'or en la mateixa prova, aquesta vegada al costat de Bohumil Kudrna. El 1952, als Jocs de Hèlsinki, i novament amb Kudrna com a company, va guanyar la medalla de plata en el C-2, 1.000 metres.
En el seu palmarès també destaquen quatre medalles al Campionat del Món en aigües tranquil·les, tres d'or i una de plata entre les edicions de 1938 i 1950. Al Campionat d'Europa guanyà dues medalles d'or i una de plata en les edicions de 1933 i 1934. Al Campionat del Món de piragüisme d'eslàlom guanyà quatre medalles, dues de plata i dues de bronze, totes el 1949.